# フィーニス
有限会社フィーニスは、日本の芸能事務所。主にナレーター、声優のマネージメントを行っている。以前の社名は有限会社ヴィーヴ。

## 概要
1998年にヴォイスプロジェクトヴィーヴとして発足。2000年10月に株式会社東北新社の連結子会社としてナレーターを中心に声優などのマネージメントを行う芸能プロダクションとして法人化。2007年8月1日、有限会社フィーニスへ社名変更。

## かつて所属していた声優・俳優

### 男性
- 伊藤達彦（現所属：話芸写）
- 大久保利洋（現所属：アーツビジョン）
- かつまゆう（現所属：ムーブマン）
- 斉藤信行
- 澤田将考（現所属：ぷろだくしょんバオバブ）
- 白石充
- 高橋賢市（フリー）
- 高宮武郎（現所属：アールグルッペ）
- 田村寿啓（現所属：コスモ・スペース）
- 中田雅之（引退）
- 西村不二人（現所属：ヒーローガレージボイス）
- 羽室満
- 榎本尚貴(フリー)

### 女性
- あさむらまほり（現所属：アールグルッペ）
- 有馬ゆみこ（現所属：大沢事務所）
- 片貝薫（現所属：ケンユウオフィス）
- 桂川千絵
- 熊坂明子（フリー）
- 齋藤真梨奈（フリー）
- さねよしいさ子
- 高橋長子（元代表）
- 武重さおり（フリー）
- 七海入歌（現所属：劇団すごろく）
- 野崎千華（現所属：あどりぶ）
- 藤井佑実子（フリー）
- 山本香織（現所属：劇団すごろく）
- 森屋さちよ（現所属：トゥインクル・コーポレーション）
- 山名孝幸（現所属：ヴォーカル）